# Jedr El Moubghuen
Jedr El Moubghuen es una comuna o municipio del departamento de Rosso, en la región de Trarza, en Mauritania. En marzo de 2013 presentaba una población censada de 6700 habitantes.
Se encuentra ubicada al suroeste del país, cerca de la costa del océano Atlántico, de la capital nacional, Nuakchot, y del río Senegal que la separa de Senegal.